# Blekslage
Blekslage is een gehucht in de gemeente Stadskanaal in de provincie Groningen.
Het ligt tussen de Mussel-Aa en het Mussel-Aa-kanaal, iets ten noorden van Kopstukken. Blekslage ligt aan de rand van de gemeente en heeft geen enkele voorziening. Het dichtstbijzijnde dorp is Harpel.
Het gehucht werd net als Oomsberg gesticht in 1845 op de vanaf 1826 verdeelde markegronden van Onstwedde.
Vlak bij het gehucht liggen voormalige vloeivelden voor de aardappelmeelindustie. Hier ontwikkelt zich een klein natuurgebied waar onder meer de zwarte stern sinds enige jaren weer broedt.
De naam komt van blek (= blik, dat zilverschoon betekent) en lage (= plaats, plek).
Dorpen:
Alteveer (deels) · Ceresdorp · Kopstukken · Mussel · Musselkanaal · Onstwedde · Smeerling · Stadskanaal

Gehuchten: Barlage · Blekslage · Braamberg · Höchte · Horsten · Sterenborg · Ter Wupping · Vledderhuizen · Vledderveen · Vosseberg

Buurtschappen: Höfte · Holte · Oomsberg · Tange · Ter Maarsch · Veenhuizen · Wessinghuizen

Kanalen: Stadskanaal · Musselkanaal · Mussel-Aa-kanaal      Bos: Dr. Hommesbos

Groningen: Steden en dorpen      Nederland: Provincies · Gemeenten